# Фішинг. Хто і як маніпулює вашим вибором
Фішинг. Хто і як маніпулює вашим вибором (англ. Phishing for Phools: The Economics of Manipulation and Deception by George A. Akerlof, Robert J. Shiller) — книжка, написана професором університету Джорджтаун, лауреатом Нобелівської премії в галузі економіки 2001 р. Джорджем Акерлофом в співавторстві з професором Єльського університету, лауреатом Нобелівської премії в галузі економіки в 2013 р. Робертом Шилером. Перша публікація книги датується 2015 р. В 2017 перекладена українською мовою видавництвом «Наш формат» (перекладач — Олександр Герасимчук).

## Огляд книги
Вже з часів Адама Сміта центральним вченням економіки були вільні ринки, що забезпечують населення матеріальним благополуччям, ніби-то за допомогою ефекту «невидимої руки». В свою чергу автори проголошують ідею, що вільні ринки спричиняють більше шкоди, ніж допомагають людям. В погоні за прибутком продавці вдаються до обману, маніпулюючи нашою психологічною слабкістю. Замість того, щоб створювати все раз кращий продукт та вдосконалювати ринкові відносини, ринки стають наповнені різноманітними трюками і пастками.
Книжка вражає радикально новим напрямком в економіці, заснованим на інтуїтивних ідеях того, що ринок як віддає, так і забирає. Автори пояснюють свою ідею за допомогою реальних історій, в яких фішинг проходить через всі сфери життєдіяльності людей. Ми витрачаємо всі свої кошти, а потім хвилюємося як сплатити рахунки. Фінансова система то зростає, то занепадає, політична система спотворена погонею за грошима, а ми піддаємось впливу реклами більше ніж вважаємо.
Люди переплачують за членство в тренажерному залі, за автомобілі, будинки, кредитні картки. Фармацевтичні компанії винахідливо продають нам лікарські препарати, які насправді не приносять жодної користі, а інколи й шкодять організму. Чому таке відбувається в період найрозвиненішої ери історії людства та приводить до відчаю та зневіри?
Центральну роль в книжці присвячено маніпулюванню та обману, явища яких досліджено та викладено в захоплюючих деталях. Історії людей, які виступили проти економічного обману, пояснюють як владнати ситуацію з допомогою достатніх знань, реформ та ефективного регулювання.  [Архівовано 6 липня 2018 у Wayback Machine.]

## Переклад українською
- Акерлоф Джордж, Шилер Роберт. Фішинг. Хто і як маніпулює вашим вибором / пер. Олександр Герасимчук. К.: Наш Формат, 2017. — 278 с. — ISBN 978-617-7388-80-6